# Michael Teiser
Michael Teiser (* 7. Juni 1951 in Bremerhaven) ist ein deutscher Politiker der CDU.

## Biografie

### Ausbildung und Beruf
Nach dem Erwerb der Mittleren Reife absolvierte Teiser zunächst eine Berufsausbildung zum Außenhandelskaufmann, anschließend eine Ausbildung zum gehobenen Verwaltungsdienst. Der verheiratete Bremerhavener ist Diplom-Verwaltungswirt (FH). Von 1970 bis 1978 war er Zeitsoldat. Danach trat er als Beamter in den Dienst der Bremerhavener Stadtverwaltung ein. Seit 2003 ist Teiser Kämmerer und Bürgermeister Bremerhavens.

### Politik
Teiser ist seit 1975 Mitglied der CDU. Der CDU Bremerhaven steht er als Kreisvorsitzender vor und war jahrelang stellvertretender Landesvorsitzender der CDU Bremen. Teiser gehört dem CDU Landesvorstand Bremen kraft Amtes an.
Er war von 1983 bis 1994 und von 1999 bis 2003 Mitglied der Bremischen Bürgerschaft. 2015 wurde Teiser erneut in die Bürgerschaft gewählt, verzichtete aber auf sein Mandat.
Er zog über die Landesliste der CDU Bremen in den Deutschen Bundestag ein und war von 1994 bis 1998 Mitglied des Deutschen Bundestages. Dort war er ordentliches Mitglied des Innenausschusses und stellvertretendes Mitglied im Petitionsausschuss, im Ausschuss für Wirtschaft und im Ausschuss für Gesundheit.